# Alexander Vencel (1967)
Alexander ("Alex") Vencel (Bratislava, 2 maart 1967) is een voormalig voetbaldoelman uit Slowakije. Zijn vader heet eveneens Alexander Vencel en maakte als doelman deel uit van de selectie van Tsjecho-Slowakije voor onder meer het WK voetbal 1970 in Mexico.

## Clubcarrière
Vencel junior speelde profvoetbal in onder meer Slowakije, Tsjechië en Frankrijk gedurende zijn carrière. Hij beëindigde zijn actieve loopbaan aan het einde van het seizoen 2004-2005 op 38-jarige leeftijd.

### Erelijst
Slovan Bratislava
- Slowaakse beker

1989, 1994
- Slowaaks landskampioenschap

1994
- Tsjecho-Slowaaks landskampioenschap

1992
 RC Strasbourg
- Coupe de la Ligue

1997
- UEFA Intertoto Cup

1995

## Interlandcarrière
Vencel speelde in totaal 21 keer voor het Slowaakse nationale elftal in de periode 1994-1998. Hij maakte zijn debuut op 2 februari 1994 in de vriendschappelijke wedstrijd in Sharjah tegen de Verenigde Arabische Emiraten, die met 1-0 werd gewonnen dankzij een doelpunt van de latere bondscoach Vladimír Weiss. Dat was het eerste officiële duel van Slowakije sinds de vreedzame ontmanteling van Tsjecho-Slowakije. Zijn voornaamste concurrenten in de jaren negentig waren Ladislav Molnár en Miroslav König.
Voorafgaand aan Vencels interlandcarrière bij Slowakije speelde hij ook twee interlands voor het toenmalige Tsjecho-Slowakije. Dat betrof twee invalbeurten, op 25 september 1991 tegen Noorwegen (2-3-overwinning) en op 27 juli 1992 tegen Polen (1-0 nederlaag). In beide vriendschappelijke duels verving hij eerste keuze Petr Kouba.